# Prangos isphairamica
Prangos isphairamica är en flockblommig växtart som beskrevs av Boris Fedtjenko. Prangos isphairamica ingår i släktet Prangos och familjen flockblommiga växter. Inga underarter finns listade i Catalogue of Life.